# Lalevade-d'Ardèche
Lalevade-d'Ardèche is een gemeente in het Franse departement Ardèche (regio Auvergne-Rhône-Alpes). De plaats maakt deel uit van het arrondissement Largentière. Lalevade-d'Ardèche telde op 1 januari 2022 1.153 inwoners.

## Geografie
De oppervlakte van Lalevade-d'Ardèche bedroeg op 1 januari 2022 2,27 vierkante kilometer; de bevolkingsdichtheid was toen 507,9 inwoners per km².
De onderstaande kaart toont de ligging van Lalevade-d'Ardèche met de belangrijkste infrastructuur en aangrenzende gemeenten.

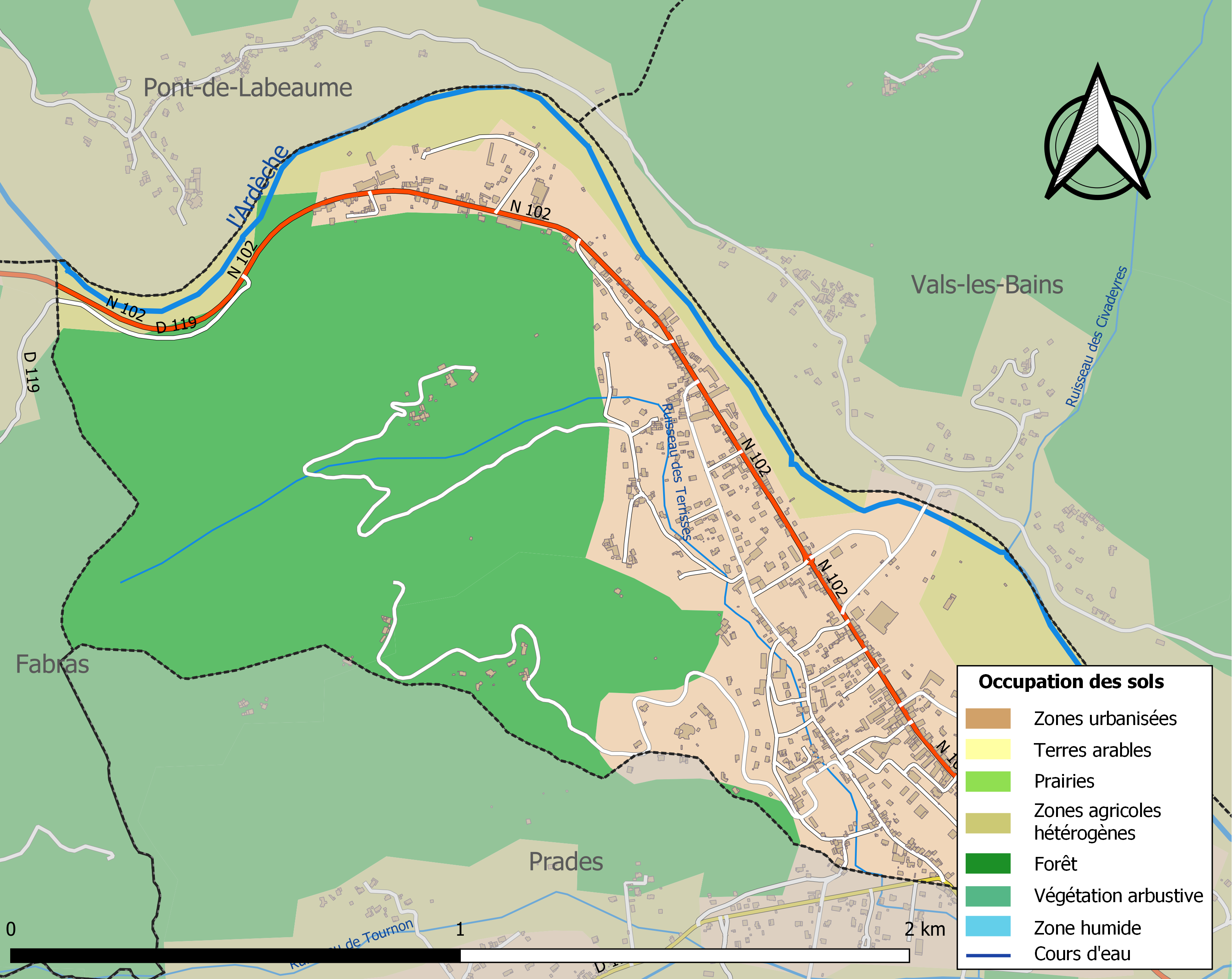

## Demografie
Onderstaande figuur toont het verloop van het inwonertal (bron: INSEE-tellingen).
Vanwege een beveiligingsprobleem met de MediaWiki Graph-software is het momenteel niet mogelijk deze grafiek weer te geven. Zodra de software is bijgewerkt zal de grafiek vanzelf weer zichtbaar worden.